# North San Ysidro (Nuevo México)
North San Ysidro es un lugar designado por el censo ubicado en el condado de San Miguel en el estado estadounidense de Nuevo México. Según el censo de 2020, tiene una población de 125 habitantes.
En los Estados Unidos, un lugar designado por el censo (traducción literal de la frase en inglés census-designated place, CDP) es una concentración de población identificada por la Oficina del Censo de los Estados Unidos exclusivamente para fines estadísticos.  

## Geografía
North San Ysidro está ubicada en las coordenadas 35°28′29″N 105°33′58″O / 35.47472, -105.56611. Según la Oficina del Censo de los Estados Unidos, North San Ysidro tiene una superficie total de 5,95 km², correspondientes en su totalidad a tierra firme.

## Demografía
Según el censo de 2020, hay 125 personas residiendo en North San Ysidro. La densidad de población es de 21 hab./km². El 42,4% de los habitantes son blancos; el 0,8% es amerindio; el 23,2% son de otras razas, y el 33,6% son de una mezcla de razas. Del total de la población, el 60,8% son hispanos o latinos de cualquier raza.